# Museos de la Universidad de Alabama
El University of Alabama Museums es el conjunto de museos e instituciones que dependen administrativamente de la Universidad de Alabama en Estados Unidos.
Forman parte de este consorcio, que incluye al Arboreto de la Universidad de Alabama, Alabama Museum of Natural History, Discovering Alabama, Gorgas House, Moundville Archaeological Museum, Office of Archaeological Research y Paul W. Bryant Museum.